# Arusianus Messius
Arusianus Messius (IV wiek) – rzymski gramatyk. Był autorem słownika Exempla Elocutionum, w którym wyrażenia podzielono na poszczególne części mowy (rzeczowniki, przymiotniki, czasowniki i przyimki). Źródłem do jego napisania byli autorzy szkolni: Terencjusz, Salustiusz, Wergiliusz i Cyceron.